# Сади Турстона
Сади Турстона (англ. Thurston Gardens, колишня назва Ботанічні сади Суви) — ботанічний сад у Суві, столиці Фіджі. Розташований в центрі міста між Альберт-парком і будинком уряду.
Весь садовий комплекс, який включає в себе також музей Фіджі і годинникову вежу з восьмикутним музичним павільйоном, є культурною спадщиною Фіджі. Довгий час сад називався ботанічним садом Суви, 1976 року був перейменований на честь сера Джона Бейтса Турстона, п'ятого губернатора Фіджі, який займав посаду з лютого 1888 року по березень 1897 року і вважається засновником саду.
Ботанічний сад має міжнародний код THURN.

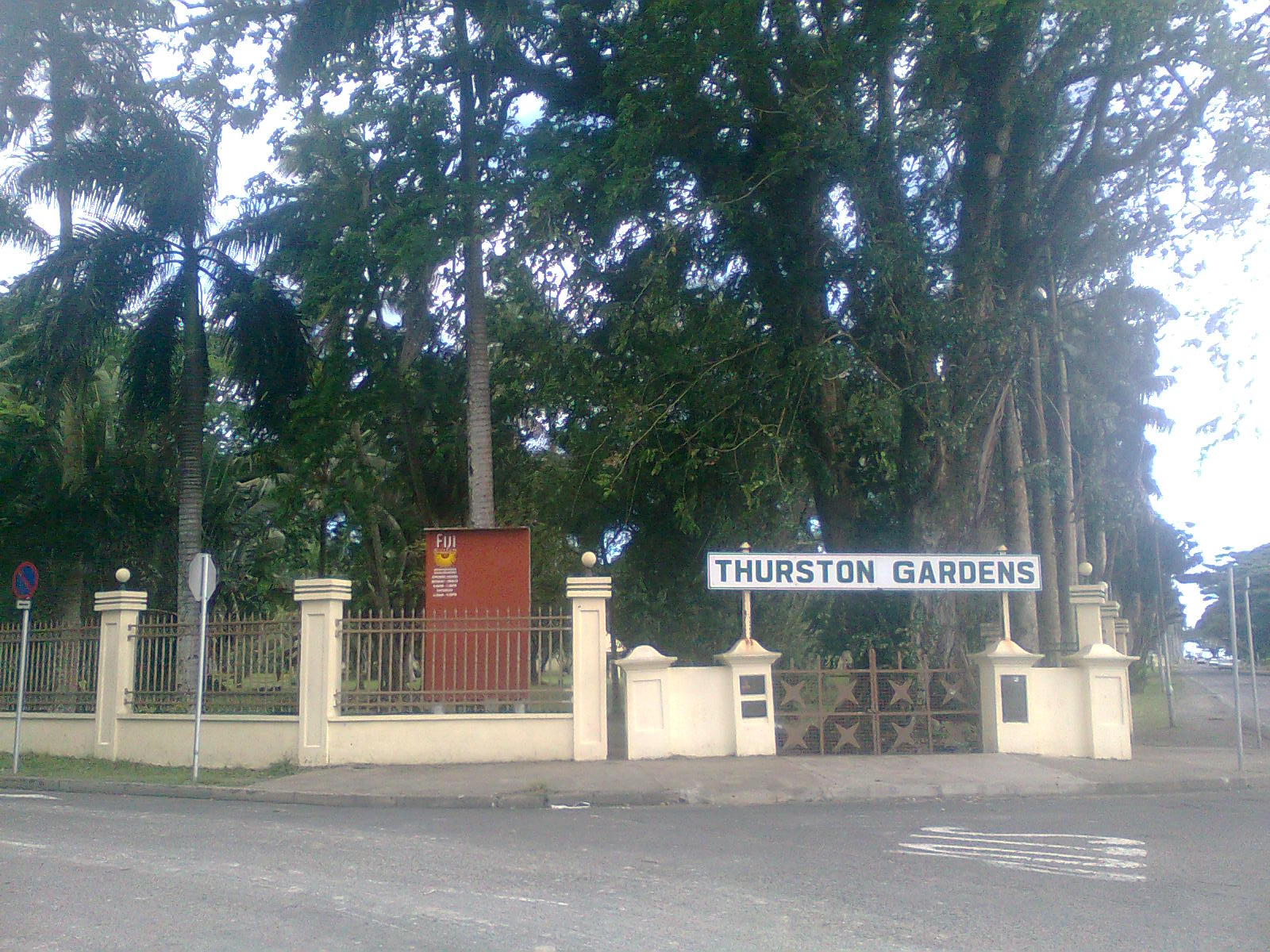
Вхід до ботанічного саду
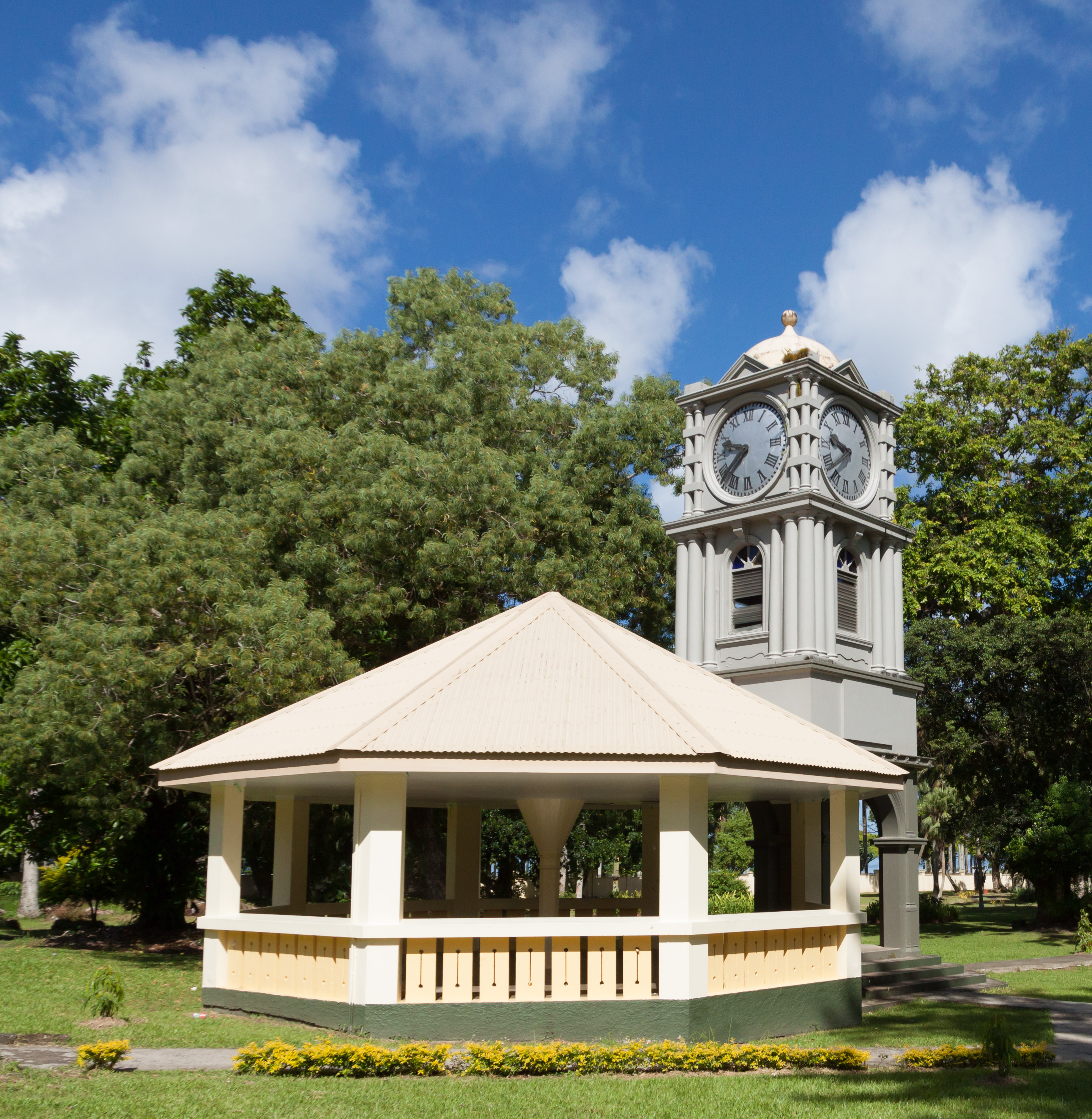
Годинникова вежа та музичний павільйон

## Колекції
У колекціях ботанічного саду широко представлені тропічні пальми і квітучі чагарники. У саду можна зустріти вічнозелене дерево Dillenia indica (яке ще називають «слоновим яблуком»), жовтуваті плоди цього дерева нагадують великий апельсин. Couroupita guianensis привертає увагу своїми кулястими квітками, які розташовуються прямо на товстому стовбурі, англійська назва цієї рослини — «дерево з гарматними ядрами», так як плоди цього тропічного дерева мають правильну кулясту форму та нагадують гарматні ядра.
У ботанічному саду також зростає один з видів хлібного дерева (Artocarpus integra), а також поширене декоративне дерево тропічних країн Plumeria acutifolia. З віночків біло-жовтих квіток цього дерева жителі Фіджі роблять живі гірлянди, схожі на довгі намиста.